# Ordine religioso
Un ordine religioso  
indica, principalmente al cristianesimo ed in particolare alla Chiesa cattolica, istituzioni religiose dell'ordine religioso cattolico, ma anche nella chiesa anglicana e quella ortodossa. Tuttavia, in senso lato, si può applicare lo stesso concetto anche a realtà appartenenti ad altri ambiti religiosi. 
Nel cristianesimo sono numerosi gli ordini religiosi, specie monastici. In generale gli ordini monastici richiedono la vita in una comunità, talvolta più o meno isolata dal resto del mondo, come i certosini.

## Cultura
I monasteri sono stati luoghi in cui si è tramandata e creata cultura in varie forme. Dalla copiatura delle opere classiche europee (trascritte a mano da monaci cosiddetti amanuensi) alle sorprendenti abilità dei monaci guerrieri di Shaolin, che praticano la meditazione ma anche l'esercizio fisico sin da giovanissimi.

## Secondo ordine
Per secondo ordine si intende un'associazione di laici non coniugati che seguono una regola religiosa.

## Iconografia
Giuseppe Capparoni pubblicò nel 1828 una Raccolta di 55 sue incisioni, con disegni degli abiti indossati al suo tempo dai componenti dei vari ordini religiosi.